# Thomas Hill (pittore)
Thomas Hill (Birmingham, 11 settembre 1829 – Raymond, 30 giugno 1908) è stato un pittore statunitense.
Pittore paesaggista appartenente alla Hudson River School, realizzò numerose vedute del paesaggio californiano, dedicandosi molto alla valle dello Yosemite e alle Montagne Bianche del New Hampshire. Fu altresì un abile e classico ritrattista.

## Biografia

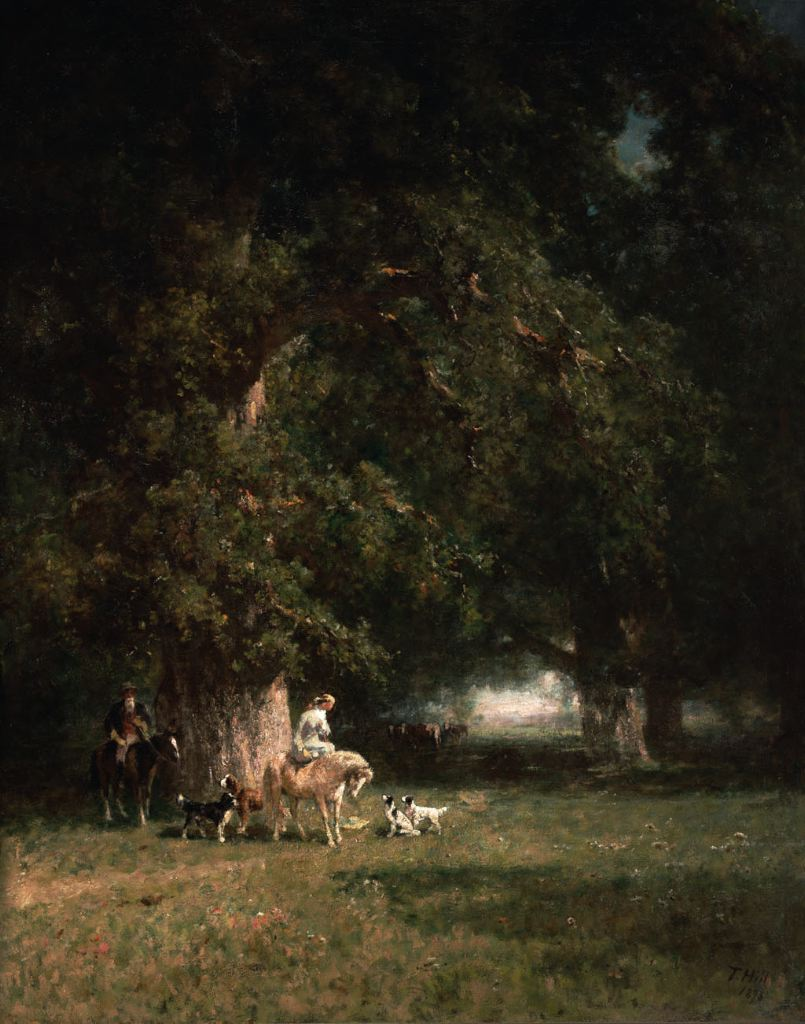
Wavery Oaks

Thomas Hill nacque in Inghilterra. A 15 anni, però, la sua famiglia emigrò negli Stati Uniti e si stabilì a Taunton, nel Massachusetts dove il giovane Thomas completò i suoi studi.

Nel 1851 Hill sposò Charlotte Elizabeth Hawkins, con la quale ebbe nove figli. A 24 anni, spinto da una grande passione per l'arte, seguì dei corsi serali di pittura e disegno presso la "Pennsylvania Academy of the Fine Arts", avendo come insegnante il pittore americano Peter Frederick Rothermel (1812–1895). In quegli anni di studio egli viaggiò assai, giungendo, nel 1854, sino alle Montagne Bianche del New Hampshire. Come molti altri artisti della Hudson River School, fra cui, in particolare, Benjamin Champney, Hill realizzò molti schizzi di quelle affascinanti formazioni montuose.
Nel 1856 Hill si trasferì con tutta la famiglia a San Francisco, in California. Il suo primo viaggio nella Yosemite Valley avvenne nel 1865, assieme al pittore Virgil Williams e al fotografo Carleton Watkins. Nell'anno seguente, invece, egli viaggiò lungo la costa californiana (dove poi si stabilì con la famiglia) e in Europa.  Continuò peraltro a trascorrere lunghi periodi all'Ovest per dipingere e per presenziare alle assemblee della San Francisco Art Association. Tornò a San Francisco con la famiglia nel 1873. Fece ancora escursioni a Yosemite, sul Monte Shasta e visitò ancora le Montagne Bianche nell'Est, così da crearsi una sua galleria e un suo negozio d'arte. 

Durante un breve periodo ricoprì la carica di Direttore della SFAA School of Design, per poi recarsi in Alaska su commissione di John Muir. A quei tempi Hill viveva prevalentemente con i proventi dei suoi investimenti in Borsa, piuttosto che dei suoi dipinti. Negli anni '80 il matrimonio con Charlotte Hawkins iniziò a vacillare e ben presto terminò. Hill, che possedeva un atelier nel Wawona Hotel di Yosemite, ebbe in seguito un ictus, ma senza gravi conseguenze, al punto che poté lasciare la Yosemite Valley e viaggiare lungo la costa californiana, fermandosi a Coronado, a San Diego e a Santa Barbara.
Thomas Hill si spense a 78 anni nella cittadina di Raymond, sempre in California, il 30 giugno 1908. Fu sepolto nel "Cimitero di Mountain View" della città di Oakland.

## L'arte e la tecnica

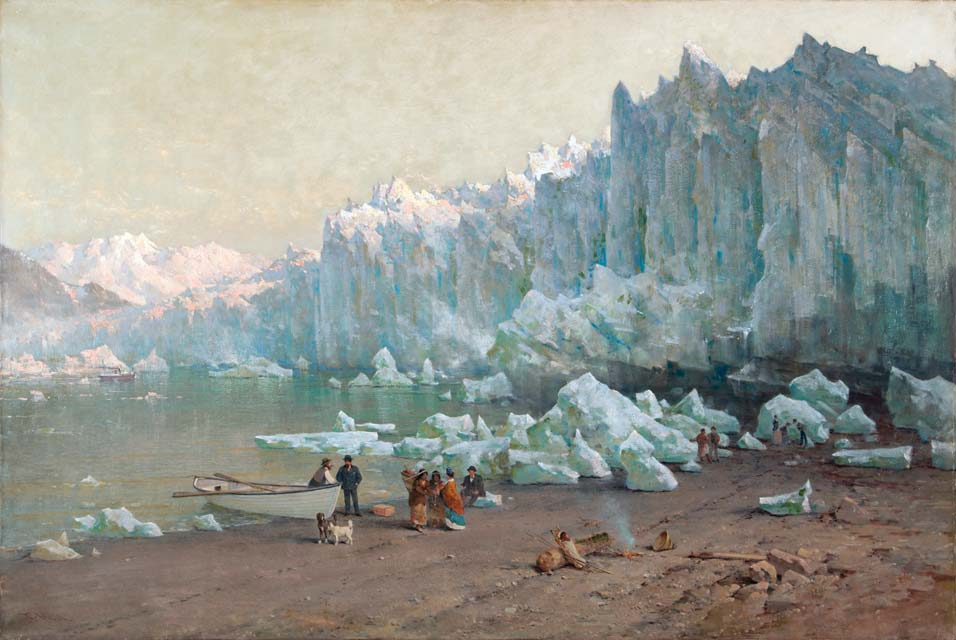
Il Ghiacciaio Muir in Alaska

L'impostazione tecnica e stilistica di Hill fu assai prossima a quella dei pittori dell'Hudson River School, al punto che egli può essere legittimamente considerato come appartenente a tale scuola. Lungo tutta la sua carriera rimase sempre un ammiratore delle Montagne Bianche del New Hampshire; ciò appare evidente in opere come Il Monte Lafayette d'inverno. Hill adottò la tecnica della pittura en plein air e i suoi dipinti, eseguiti dal vero, sul luogo, servivano da schizzi per la realizzazione di tele più grandi e complete.
L'arrivo in California nel 1861 gli fornì nuovo materiale per i suoi quadri. Fu conquistato dalle vedute e dai paesaggi monumentali, al pari di quelli di Yosemite. Durante la sua vita i suoi lavori furono assai popolari in California e giunsero a costare anche 1000 dollari l'uno. Fra di essi i migliori sono Great Canon of the Sierra, Yosemite, i Vernal Falls e Yosemite Valley.
La sua Vista della Valle di Yosemite del 1865 fu scelta come sfondo per la tavola principale del banchetto allestito per l'investitura del Presidente Barack Obama, nel 2009, e inoltre per la commemorazione della firma di Abramo Lincoln del Yosemite Grant nel 1864. Ma il suo quadro certamente più noto resta The Last Spike (L'ultimo chiodo) del (1881). Esso rappresenta la cerimonia di congiunzione, a Promontory Summit, dei due tratti di ferrovia dell'Union Pacific Railroad e della Central Pacific Railroad, il 10 maggio del 1869, che completò la prima via ferrata transcontinentale degli Stati Uniti. Il quadro è esposto nel museo California State Railroad Museum di Sacramento.

Le opere di Hill, al di la dei soggetti e delle scuole pittoriche, mostrano una fondamentale ispirazione romantica.

## Opere
Selezione dei quadri più rappresentativi, in ordine cronologico.
- Napa Valley, 1864
- Sugar Loaf Peak, 1865
- Monte Cassino, Italy, 1867
- North Dome, Yosemite Valley, 1870
- An Artist's View of Mt. Lafayette, 1871
- Indian Acorn granaries, Yosemite, 1873
- Donner Lake, 1874
- The Driving of the Last Spike, 1881
- Mount Shasta, 1882
- Emerald bay, Lake Takoe, 1883

- Gathering Sedge, 1875
- Mount St. Helna, Napa Valley, 1887
- The Davidson Glacier, 1888
- Wavery Oaks, 1890
- Bridan Veil, Yosemite Valley, 1892
- Falls in Yosemite, 1892
- Alaska scene near Juneau, 1894
- In the Redwoods, 1894
- The mountain pass, 1900
- San Diego Bay from Point Loma, 1907

## Galleria d'immagini

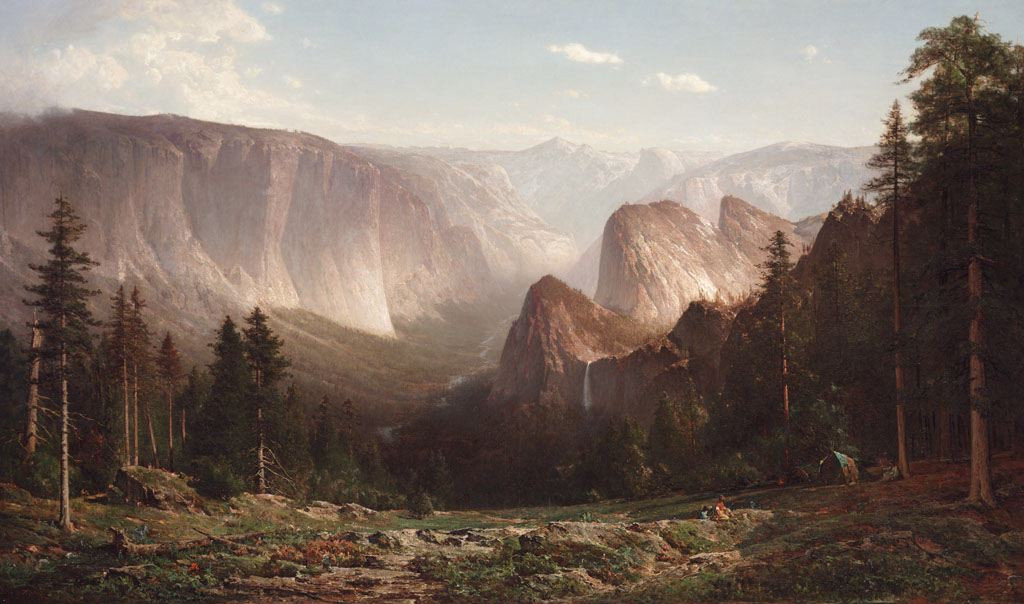
Great Canyon of the Sierra, Yosemite (1872) Crocker Art Museum, Sacramento, California
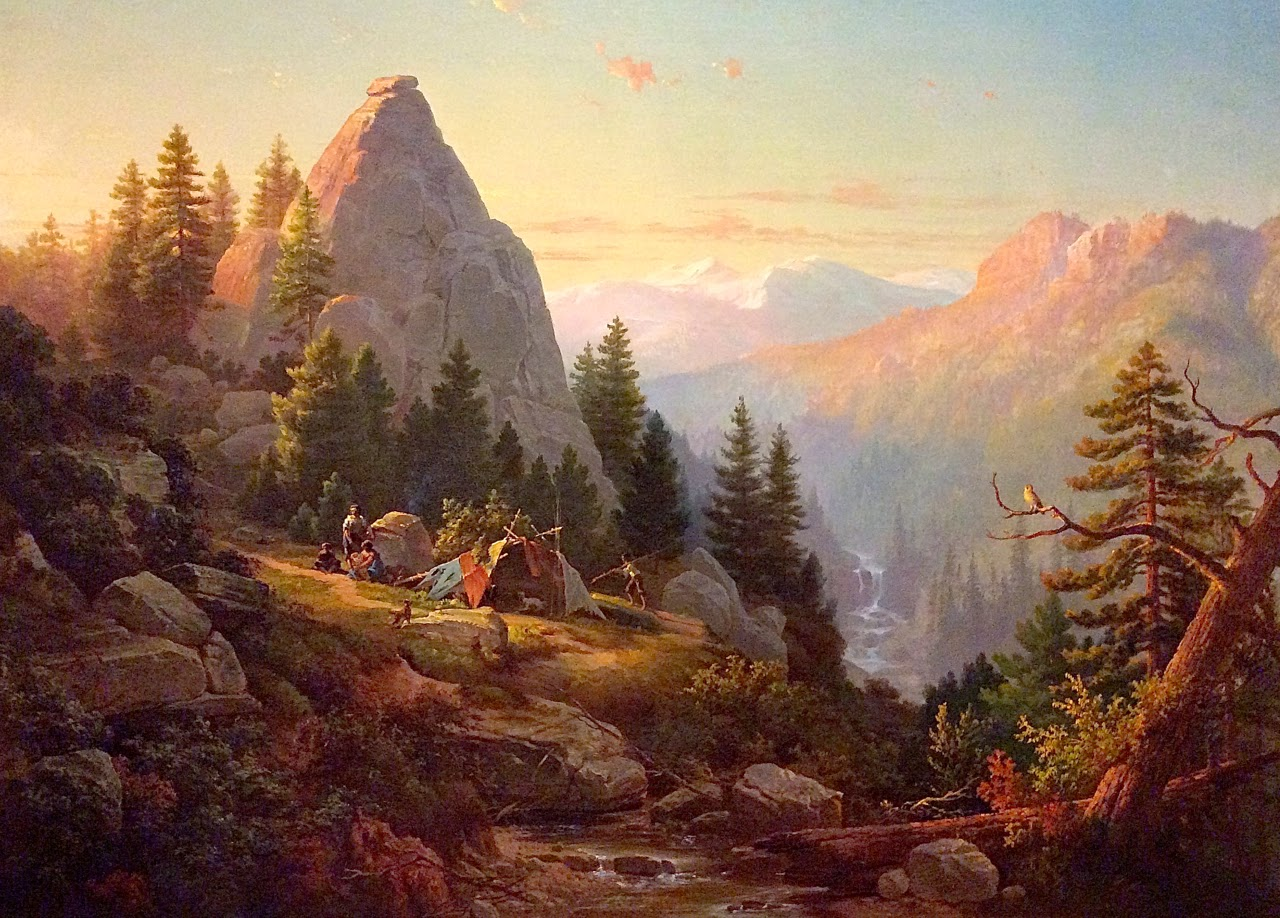
Sugar Loaf Peak, El Dorado County (1865) Crocker Art Museum, Sacramento, California
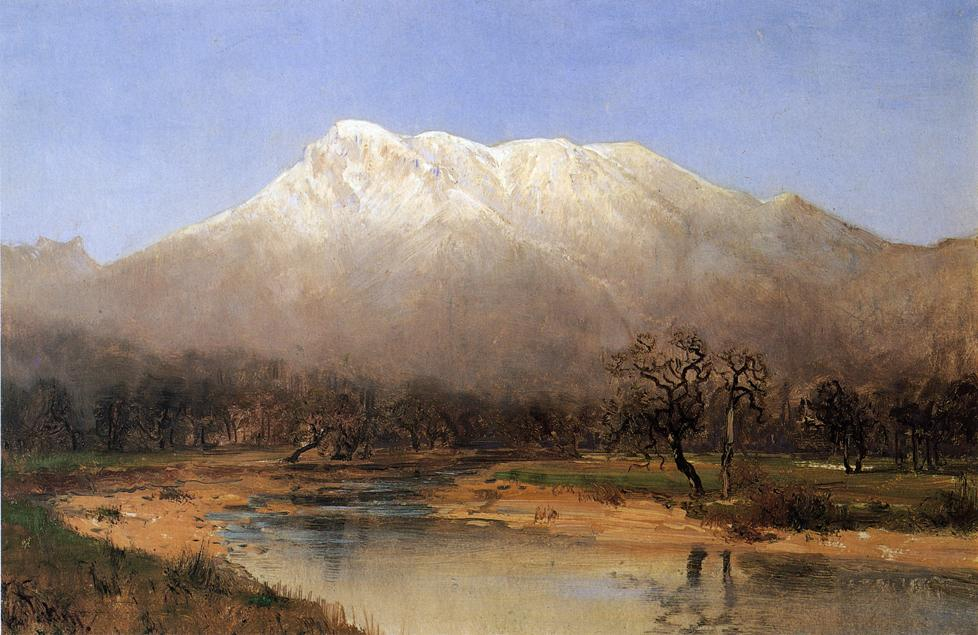
Mount St. Helena, Napa Valley (1887) Collezione privata
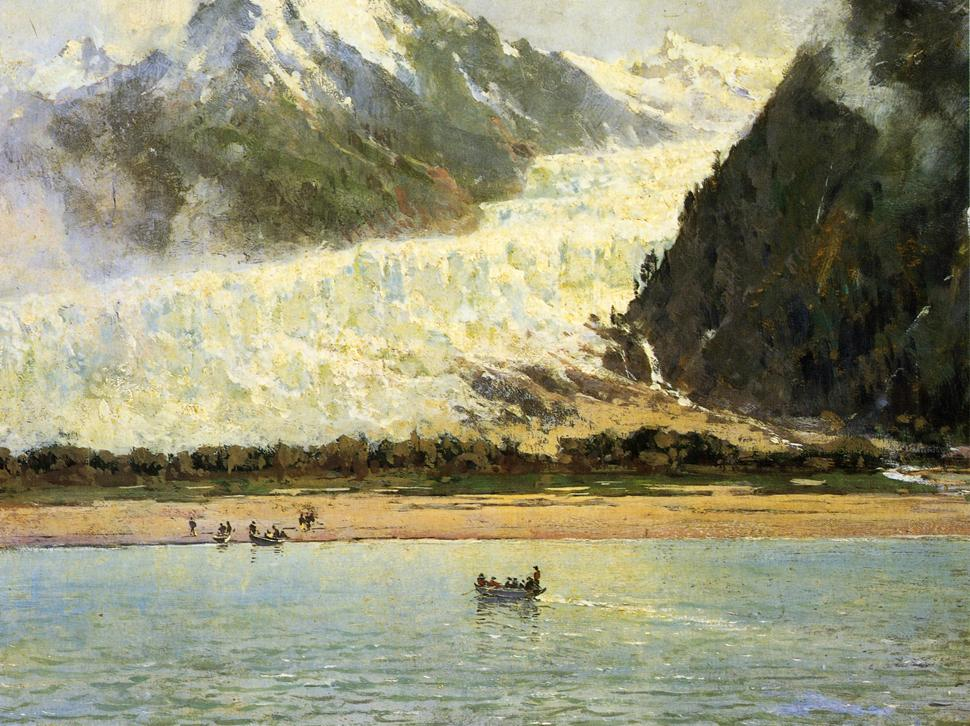
The Davidson Glacier (1888) Gilcrease Museum, Tulsa, Oklahoma

## Voci correlate

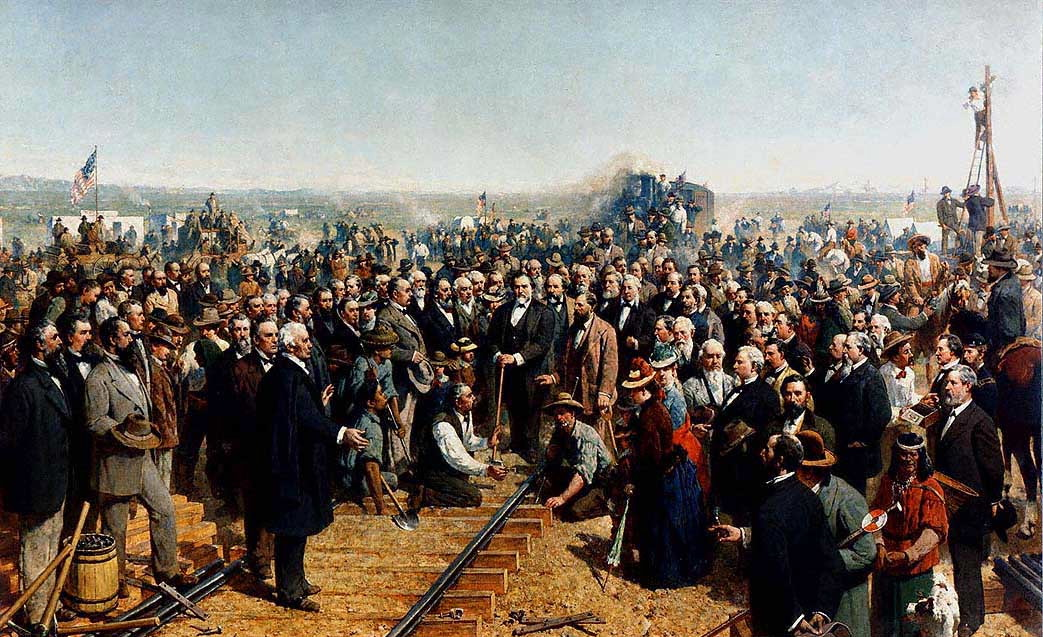
L'ultimo chiodo